# Hans Thomas Hakl
Œuvres principales
- Der verborgene Geist von Eranos (2001)

Hans Thomas Hakl (né le 27 février 1947 à Graz en Autriche) est un éditeur, essayiste et traducteur autrichien, qui a également publié sous la signature de  H. T. Hakl ou H.T.H., ou sous  le pseudonyme de H. T. Hansen .

## Biographie
Docteur en droit (Université de Graz, 1970), il a créé une entreprise commerciale internationale ( HHS Handels AG), en rapport notamment avec l'Extrême-Orient, de même que la maison d'édition Ansata-Verlag, spécialisée dans l'ésotérisme. En 1996, il fonde la revue ésotérique et académique Gnostika, dont il est resté le coéditeur.
Il collabore aux revues Theosophical Society, Deutschland in Geschichte und Gegenwart, Zeitschrift für Ganzheitsforschung et Criticon.
Parallèlement à son activité éditoriale, il collabore à plusieurs dictionnaires et revues internationaux sur des questions d'ésotérisme, parmi lesquelles Politica hermetica, sur laquelle il publie régulièrement des récensions.
Il publie un ouvrage sur les conférences « Eranos », initiées par Carl Gustav Jung et fréquentées notamment par Mircea Eliade et plusieurs spécialistes de l'ésotérisme et des religions. En 2000, son ouvrage sur les sources occultes du National-socialisme paraît dans la traduction anglaise de Nicholas Goodrick-Clarke.
Hakl est le fondateur de la bibliothèque Octagon, qui est une des plus importantes bibliothèques privées européennes d'histoire des religions et d'ésotérisme, dont le fonds comprend environ 46.000 entrées, et qui après sa mort sera conservé à  la Fondazione Giorgio Cini, à Venise, où il pourra toujours être consulté.

### Un spécialiste de Julius Evola
Hakl rencontre personnellement Julius Evola au début des années 1970. Il va être pour beaucoup dans le regain d'intérêt pour l'œuvre du philosophe italien en Allemagne et en Autriche. Même s'il s'intéresse surtout au côté 
« ésotérisant » de l'œuvre, il n'en néglige pas les aspects politiques. Il traduit ainsi en allemand Révolte contre le monde moderne, Le mystère du Graal et Les hommes au milieu des ruines. Pour ce dernier, il rédige d'ailleurs une introduction de cent-vingt-cinq pages. Il est reconnu, avec Karlheinz Weissmann et Martin Schwarz, comme l'un des trois meilleurs spécialistes en terre germanique et comme l'un des meilleurs connaisseurs tout court de l'œuvre d'Evola.

## Publications

### Ouvrages
- (de) Der verborgene Geist von Eranos, Bretten, Scienta Nova, Neue Wissenschaft, 2001.  (ISBN 978-3-935164-02-3)
- Julius Evola et la « révolution conservatrice » allemande, Montreuil-sous-Bois, Les Deux Étendards, 2002, 96 p. (sous le pseudonyme de H.T. Hansen)  (ISBN 2-9517958-0-7)
- (en) Eranos, An Alternative Intellectual History of the Twentieth Century, Sheffield, Equinox, 2013, 440 p.  (ISBN 978-1-78179-016-8)
- (de) Octagon, Die Suche nach Volkommenheit (éditeur), Gaggenau, Scientia Nova, 2015, 481 p.  (ISBN 978-3-935164-07-8)
- (en) Octagon, The Quest for Wholeness, (éditeur), Gaggenau, Scientia Nova, 2016, 450 p.  (ISBN 978-3-935164-08-5)
- (it) Octagon, La ricerca della totalità, (éditeur), Gaggenau, Scientia Nova, 2017, 546 p.  (ISBN 978-3-935164-10-8)
- Octagon, La recherche de perfection, (éditeur), Gaggenau, Scientia Nova, 2018, 433 p.  (ISBN 978-3-935164-12-2)

### Contributions à des ouvrages et articles
- (de)  « Nationalsozialismus und Okkultismus », in: Gnostika 1/Janvier (p. 32–42), Gnostika 2/Avril (p. 26–35), Gnostika 3/Juillet (p. 22–37), Sinzheim. 1997. Aussi in: Aries 21 (p. 63–98), Paris, 1998. Traduction italienne:

« Nazionalsocialismo ed Occultismo », in: Arthos (Nuova Serie) 1 (janvier–juin, p. 16–27) et 2 (juillet–décembre, p. 57–75), Pontremoli, Centro Studi Evoliani, 1997. Version abrégée in: Nicholas Goodrick-Clarke, Die okkulten Wurzeln des Nationalsozialismus, Leopold Stocker Verlag, Graz 1997, p. 194–217, trad. angl:  National Socialism and the Occult, Edmonds,WA, Holmes Publishing Group, 2000  (ISBN 978-1-558184-70-1)
- « Giuseppe Tucci entre études orientales, ésoterisme et Fascisme (1894–1984) », Politica Hermetica Nr. 18, Lausanne, L’Age d’Homme, 2004, p. 119–136. (Version légèrement augmentée in : Archäus, fasc. 1–2, Bucarest, Association roumaine d’histoire des religions et Centre d’histoire des religions de l’Université de Bucarest, 2006, p. 231–250.)
- (it) « La questione dei rapporti fra Julius Evola e Aleister Crowley », in: Arthos 13, Pontremoli, Centro Studi Evoliani, 2006, p. 269–289.
- (en)  « Maria de Naglowska and the Confrérie de la Flèche d’Or » . In: Politica Hermetica, Nr. 20, Lausanne, L’Age d’Homme 2006, p. 113–123.
- « Julius Evola et l'histoire comparée des religions », in : Jean-Pierre Brach et Jérôme Rousse-Lacordaire (dir.), Études d'histoire de l'ésotérisme, Paris, Éditions du Cerf, 2007, p. 83-96,  (ISBN 978-2-204-08210-5)
- (it) « Breve storia della rivista 'Antaios' curata da Mircea Eliade ed Ernst Jünger », in: Francesco Zambon (éd.), Cenacoli, circoli e gruppi letterari, artistici, spirituali, Milano, Medusa, 2007.
- (it) « Adonismo », in: Alessandro Grossato (éd.), Forme e correnti dell'esoterismo occidentale, Venezia, Mursia, 2008.
- (it) Introduction à: Julius Evola, Maschera e volto dello spiritualismo contemporaneo, Roma, Ed. Mediterranee, 2008.
- (en)  « The Theory and Practice of Sexual Magic, Exemplified by Four Magical Groups in the Early Twentieth Century », in: Wouter J. Hanegraaff and Jeffrey J. Kripal (Eds.), Hidden Intercourse. Eros and Sexuality in the History of Western Esotericism, Leiden, Brill, 2008, p. 445-478.
- (en)  « Julius Evola and the UR Group », in: Aries 12, Leiden, Brill, 2012, p. 53-90.
- (en)  « The Magical Order of the Fraternitas Saturni ». In: Occultism in a global perspective. Edited by Henrik Bogdan and Gordan Djurdjevic, Durham 2013, p. 37-56,  (ISBN 978-1844657162).
- (en)  « Some additional remarks on Julius Evola and Aleister Crowley », in : Marco Pasi, Aleister Crowley and the Temptation of Politics, Durham, Acumen, 2014, p. 141-162,  (ISBN 978-1-84465-695-0)
- (de)  « Es war einmal ein junger Mann...Geschichte einer Bibliothek und persönliche Gedanken eines Sammlers », in: Octagon, Scientia Nova, Gaggenau, 2015, Vol. 1, pp. 13-25,  (ISBN 978-3-935164-07-8)
- (en)  « Julius Evola and Tradition », in: Mark Sedwick (ed.), Key Thinkers of the Radical Right, Oxford University Press, Oxford, 2019, p. 54–69.

### Articles dans des dictionnaires et encyclopédies
- (en) "Karlfried Graf Dürckheim", in: Wouter J. Hanegraaff: Dictionary of Gnosis & Western Esotericism. Vol. I. Brill, Leiden 2005, pp. 323–325.
- (en) "Giulio Evola", in: Wouter J. Hanegraaff: Dictionary of Gnosis & Western Esotericism. Vol. I. Brill, Leiden 2005, pp. 345–350.
- (en) "Fraternitas Saturni", in: Wouter J. Hanegraaff: Dictionary of Gnosis & Western Esotericism. Vol. I. Brill, Leiden 2005, pp. 379–382.
- (en) "Max Heindel", in: Wouter J. Hanegraaff: Dictionary of Gnosis & Western Esotericism. Vol. I. Brill, Leiden 2005, pp. 462–464.
- (en) "Sexuality: Sexual Rites in Europe (basé sur Ioan Petru Culianu)", in: Lindsay Jones (Hrsg.): Encyclopedia of Religion. 2a ed., Macmillan, New York 2005, pp. 8247–8254.
- (en) "Julius Evola" In: Lindsay Jones (Hrsg.): Encyclopedia of Religion. 2a ed., Macmillan, New York 2005, pp. 2904–2907.

### Traductions
- (de) Julius Evola, Revolte gegen die moderne Welt, Ansata, Interlaken 1982.
- (de) Julius Evola: Gruppe von Ur, Magie als Wissenschaft vom Ich. Band I. Ansata, Interlaken 1985. (H. T. Hansen). 2. Auflage.  (ISBN 978-3-715700-72-4).
- (de) Julius Evola: Die hermetische Tradition. Ansata, Interlaken 1989. (H.T. Hansen). 4. Auflage.  (ISBN 978-3-778770-42-9).
- (de) Julius Evola: Gruppe von Ur, Schritte zur Initiation. Magie als Wissenschaft vom Ich. Band II: Theorie und Praxis des höheren Bewusstseins. Ansata, Berne-Munich-Vienne, 1997. (H. T. Hansen).  (ISBN 978-3-778770-43-6).